# 浪久地区
浪久地区，是中国与印度边界争议中一部分，目前由印度治理，是印度阿鲁纳恰尔邦州的行政区划。 在中国的区划下，浪久是属于西藏山南地区的隆子县管辖。